# NGC 1395
NGC 1395 é uma galáxia {{{typ}}} localizada na direcção da constelação de Eridanus. Possui uma declinação de -23° 01' 38" e uma ascensão recta de 3 horas, 38 minutos e 29,6 segundos.
A galáxia NGC 1395 foi descoberta em 17 de Novembro de 1784 por William Herschel.